# Microstylum nigrum
Microstylum nigrum là một loài ruồi trong họ Asilidae. Microstylum nigrum được Bigot miêu tả năm 1859. Loài này phân bố ở vùng nhiệt đới châu Phi.